# St. Andreas (Langenmosen)

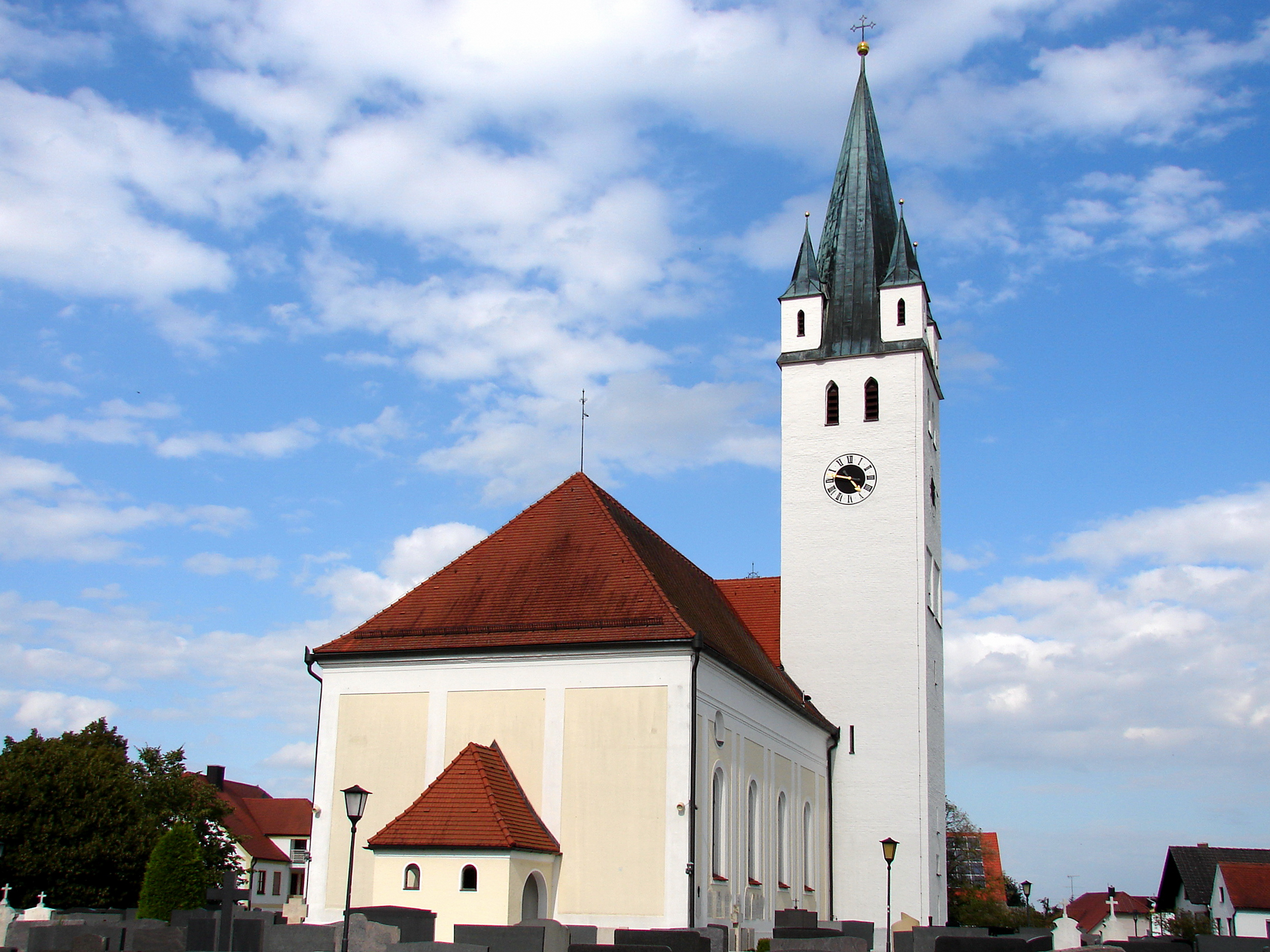
St. Andreas in Langenmosen

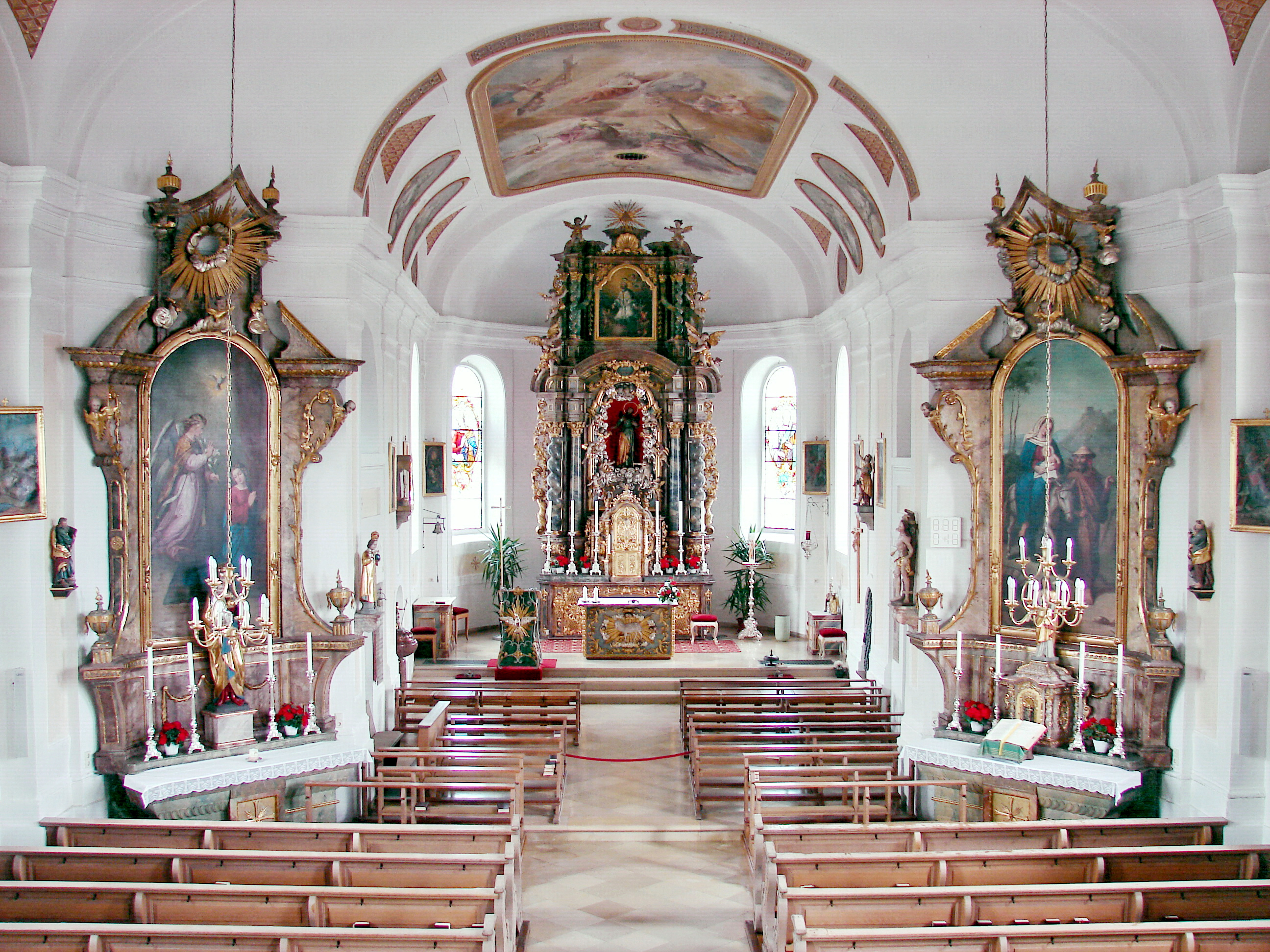
Blick zum Chor

Die römisch-katholische Pfarrkirche St. Andreas steht in Langenmosen, einer Gemeinde im oberbayerischen Landkreis Neuburg-Schrobenhausen. Sie ist in der Liste der Baudenkmäler in Langenmosen unter der Nr. D-1-85-143-1 eingetragen. Die Kirche gehört zum Dekanat Neuburg-Schrobenhausen des Bistums Augsburg. 

## Beschreibung
Die barocke Saalkirche besteht aus dem 1779 nach Plänen von Franz Anton Kirchgrabner errichteten Langhaus mit Lisenengliederung, dem dreiseitig geschlossenen Chor im Osten, dem Chorflankenturm an der Südwand des Chors, der diesem gegenüberliegenden Sakristei und einem Vorbau im Westen mit dem Portal. Der im Kern gotische Chorflankenturm, der in den oberen Geschossen die Turmuhr und den Glockenstuhl mit vier Kirchenglocken enthält, erhielt 1817 seinen spitzen, an den vier Ecken von kleinen Türmchen umgebenen Helm. 
Der Innenraum des Langhauses ist mit Pilastern gegliedert und von einem Spiegelgewölbe überspannt. Die Fresken hat 1780 Ignaz Baldauf gestaltet. Der Hochaltar wurde 1671 gebaut.

## Orgel
Auf der oberen Empore im Westen des Langhauses steht eine Orgel mit 16 Registern auf zwei Manualen und Pedal. Sie wurde 1906/07 von Willibald Siemann (München/Regensburg) erbaut und ersetzte eine 1803 erbaute Orgel mit 10 Registern, die ursprünglich im Franziskanerkloster Schrobenhausen gestanden hatte. Die Disposition lautet:
| I Manual C–g3 |       |
| Bourdon       | 16′   |
| Principal     | 08′   |
| Flöte         | 08′   |
| Gamba         | 08′   |
| Dolce         | 08′   |
| Octav         | 04′   |
| Octav         | 02′   |
| Mixtur III    | 1 ⁄3′ |

| II Manual C–g3  |    |
| Gedackt         | 8′ |
| Salicional      | 8′ |
| Schwebung       | 8′ |
| Geigenprincipal | 4′ |
| Traversflöte    | 4′ |

| Pedal C–f1 |     |
| Subbaß     | 16′ |
| Zartbaß    | 16′ |
| Violonbaß  | 08′ |

- Koppeln: II/I, I/P, II/P
- Spielhilfen: 1 freie Kombination, Tutti
- Bemerkungen: Kegellade, pneumatische Spiel- und Registertraktur, freistehender Spieltisch, Neurokokoprospekt